# 层云
层云（符号：St）是雲的一種，形狀為層狀，分部較大，屬低雲族，一般高度低於2000公尺。如身處於層雲中，感覺即類似於霧，因此层云也被称为“高雾”。
在一定条件下层云几乎能够达到地面。层云完全没有结构，它由细小的水珠组成。层云中往往会落下细雨或者细雪，但是不会下大雨。一般在风比较静的气象条件下会形成层云。在气温非常低的状况下甚至可能出现光晕。

## 形成
由于夜间降温，或者潮湿气流流入，或者大雨后蒸发，大气的下层潮湿阴冷时能够形成层云。太阳升起后地面加热后雾也能成为层云。薄的层云一般在天亮后，或者在白天里逐渐消散。冬季在反气旋和逆溫的情况下层云也可以维持数日。

## 分类

### 种
- 薄幕状层云（Stratus nebulosus, St neb[a]）
- 碎层云（Stratus fractus, St fra）

### 变种
- 透光层云（Stratus translucidus, St tr）
- 漏光层云（Stratus perlucidus, St pe）
- 蔽光层云（Stratus opacus, St op）

### 亚变种
- 降水性层云（Stratus praecipitatio, St pra）

## 图集

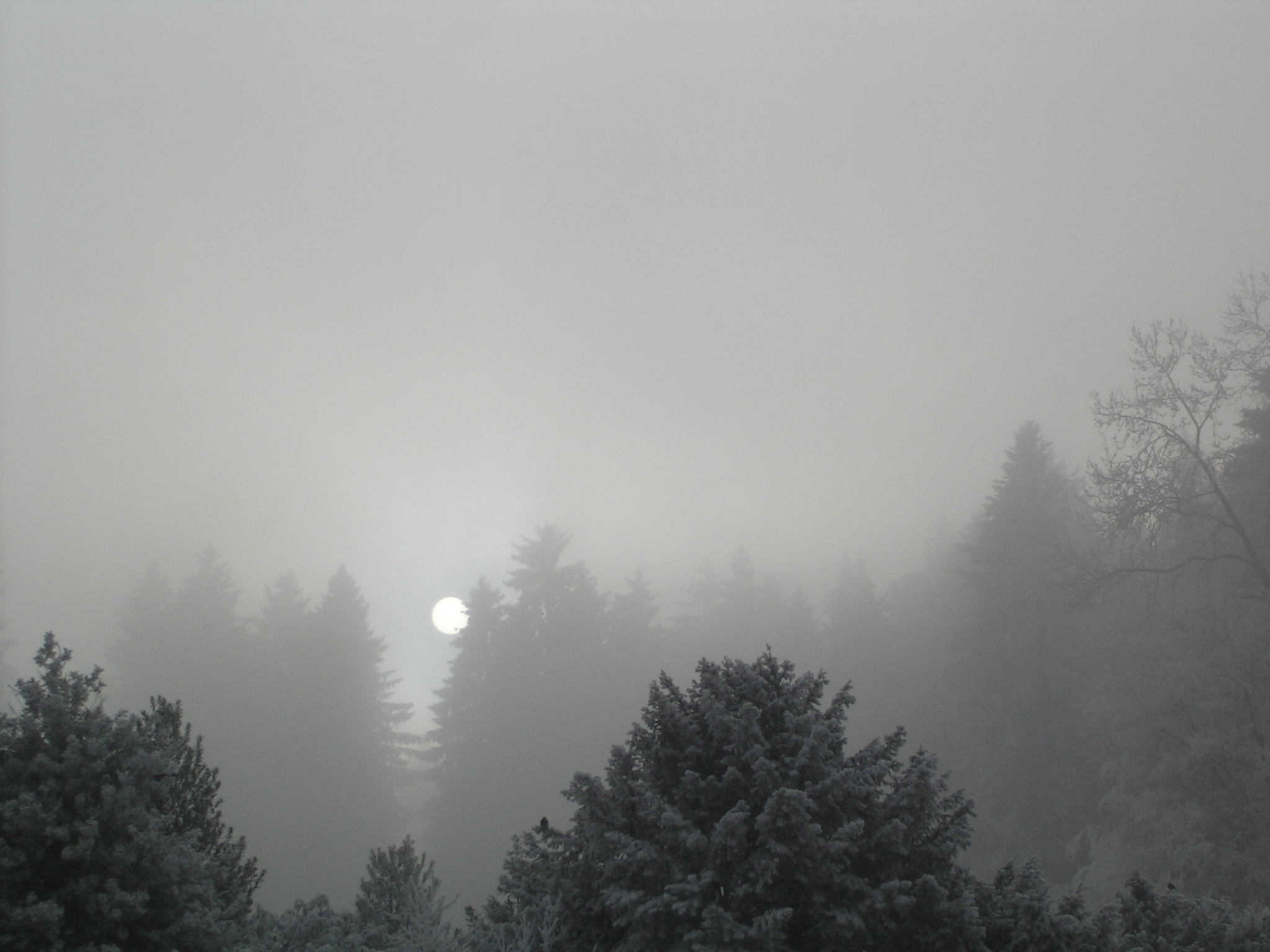
透过层云的太阳
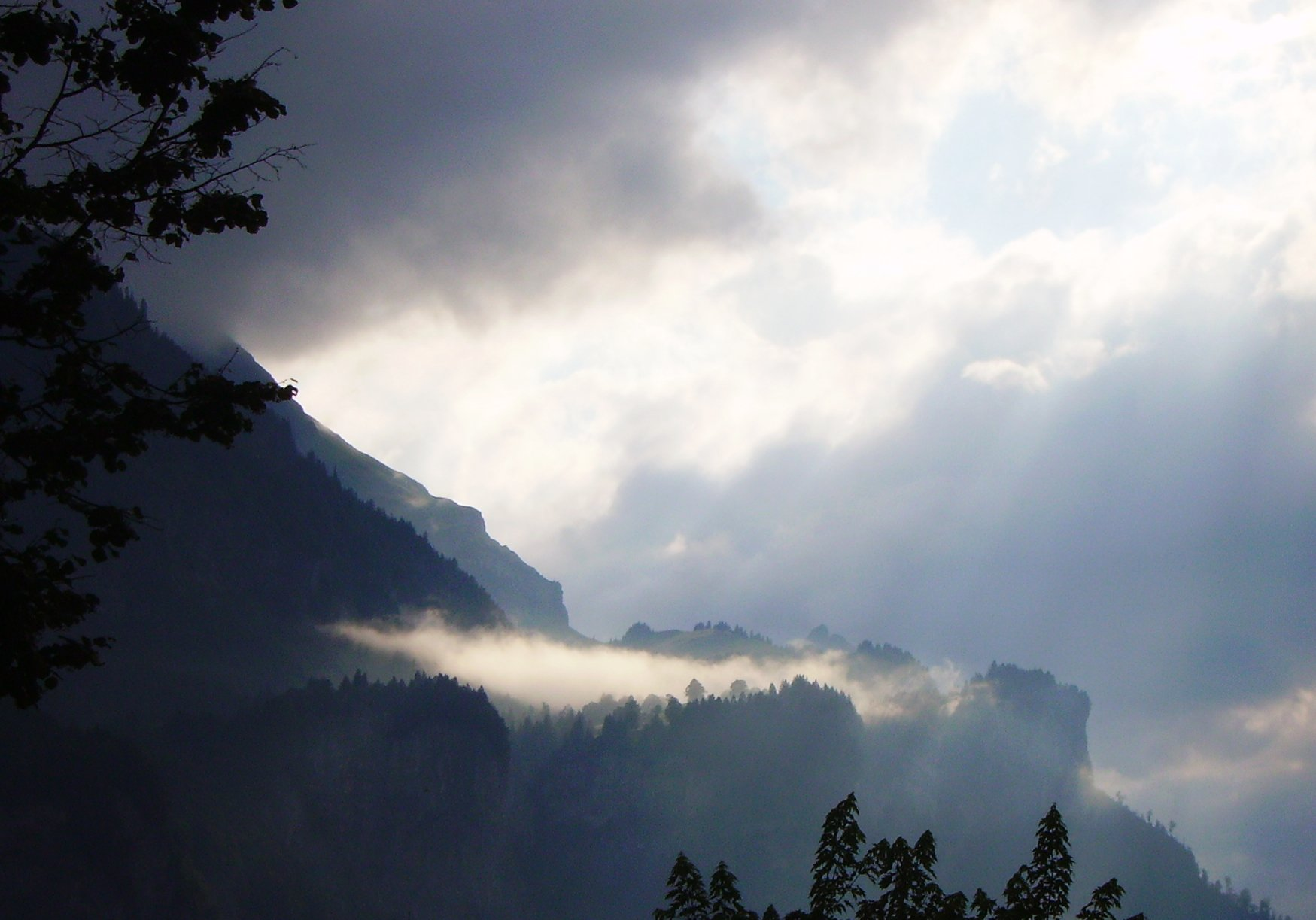
被照射的层云（碎层云）
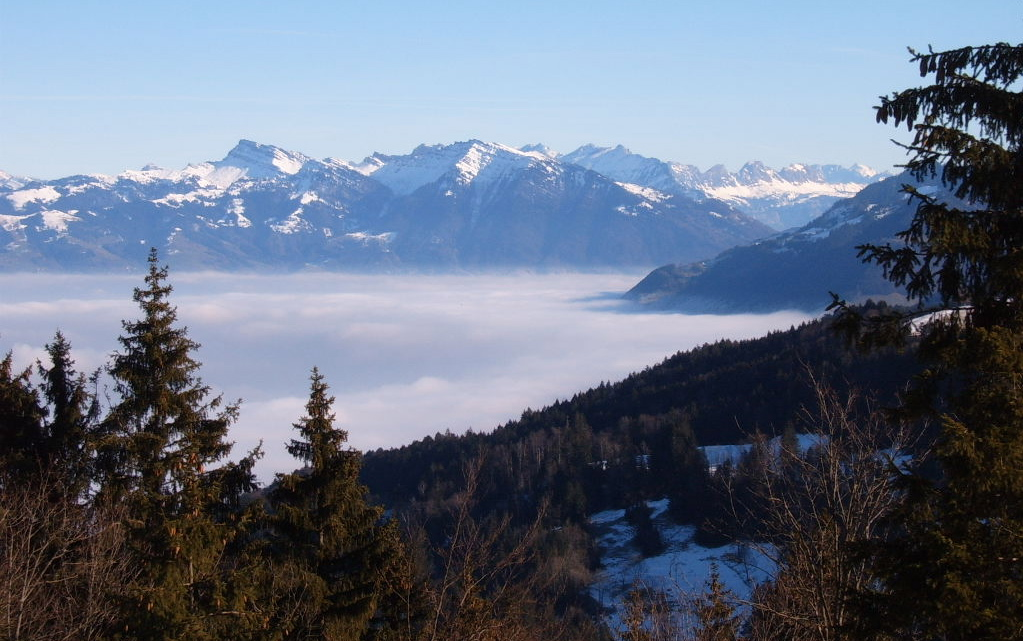
苏黎世湖上的层云
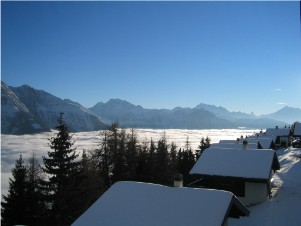
罗纳河谷上的层云，云层位于800至1600米之间

## 参阅
- 露点
- 高层云